# Fort Totten
Fort Totten is een plaats (census-designated place) in de Amerikaanse staat North Dakota, en valt bestuurlijk gezien onder Benson County.

## Demografie
Bij de volkstelling in 2000 werd het aantal inwoners vastgesteld op 952.

## Geografie
Volgens het United States Census Bureau beslaat de plaats een oppervlakte van
20,4 km², waarvan 19,9 km² land en 0,5 km² water.

## Plaatsen in de nabije omgeving
De onderstaande figuur toont nabijgelegen plaatsen in een straal van 28 km rond Fort Totten.